# Egil A. Wyller

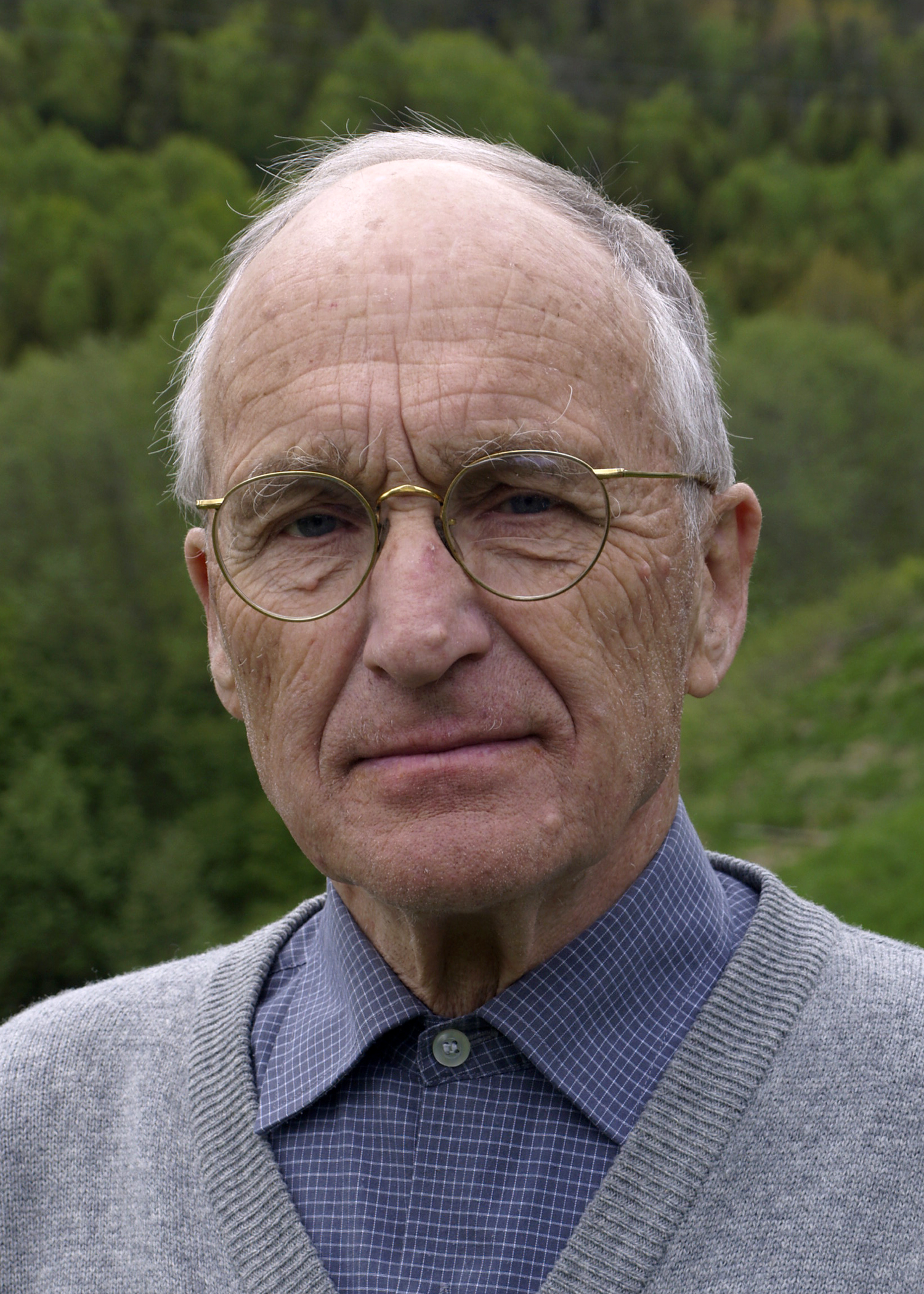
Egil A. Wyller 2009

Egil Anders Wyller (* 24. April 1925 in Stavanger; † 6. März 2021 in Oslo) war Professor für antike Geistesgeschichte an der Universität Oslo und Mitglied der Norwegischen Akademie der Wissenschaften. Er war international bekannt als bedeutender Platonforscher und Befürworter eines platonisch inspirierten Einheitsdenkens (Henologie). Für seine wissenschaftlichen Leistungen wurden ihm zahlreiche Ehrungen zuteil.

## Herkunft und Familienleben
Egil A. Wyller stammte aus einem agnostisch orientierten Elternhaus. Er wuchs an der Westküste Norwegens in Stavanger auf, wo er auch das naturwissenschaftliche Gymnasium besuchte. Sein Vater Trygve Wyller, der dort als Rechtsanwalt und Publizist wirkte, hatte gegen die nationalsozialistische Besatzungsmacht mit Flugschriften Widerstand geleistet, weshalb er im Dezember 1941 verhaftet und später in den Konzentrationslagern Sachsenhausen, Natzweiler und Mauthausen interniert war. In der väterlichen Bibliothek entdeckte Wyller die Werke Platons, mit denen er sich bereits als Schüler intensiv auseinandersetzte. 1941 wurde das elterliche Haus in Stavanger vom deutschen Militär konfisziert. Die Familie musste deshalb in ein kleines, an einem Fjord gelegenes Landhaus in Skiftun, Gemeinde Hjelmeland, umziehen. 1945 wurde Trygve Wyller von den Amerikanern befreit und kehrte zu seiner Familie zurück. Bereits in der Schule hatte Egil seine spätere Frau Eva Middelthon kennengelernt, die er 1949 heiratete. Der Vater starb 1960. Von den drei Kindern Egil A. Wyllers verunglückte der jüngste Sohn 1980.

## Wissenschaftlicher Weg
Egil A. Wyller studierte zunächst in Oslo Klassische Philologie, insbesondere Gräzistik, allgemeine Ideengeschichte und antike Geistesgeschichte. Er beendete sein Magisterstudium 1953. Seine weiteren Platonforschungen führten ihn an die Universität Tübingen zu Wolfgang Schadewaldt und an die Universität Freiburg zu Hermann Gundert. In Freiburg im Breisgau lernte er Martin Heidegger persönlich kennen. 
Wyller habilitierte sich über die Henologie des Dialogs Parmenides. Die Osloer Habilitationsschrift Platons Parmenides wurde 1960 veröffentlicht. Darin interpretiert Wyller einleitend die Lehre vom Schönen im Symposion und die Lehre vom Guten in der Politeia. Der Schwerpunkt der Untersuchungen bezieht sich auf das Thema des Einen und Anderen im Parmenides. Forschungen über Nikolaus von Kues führten Wyller 1962 an die Universität Köln zu Josef Koch. Auf Einladung Wolfgang Schadewaldts, mit dem ihn dann auch eine Freundschaft verband, hielt er 1965 in Tübingen Vorlesungen, aus denen das Buch Der späte Platon hervorging. 1967 wurde er zum ordentlichen Professor an die Universität Oslo berufen. 
In seinem Hauptwerk Einheit und Andersheit, das 1981 erstmals in Norwegen erschien, hat Wyller die Disziplin der Henologie sowohl historisch wie systematisch ausgearbeitet. In ihm wird die Henologie als eine dialektische Beziehung von Einheit und Andersheit vorgestellt. Neben Platons Dialog Parmenides untersucht er im geschichtlichen Teil des Werks unter anderem auch die Lehren von Nikolaus von Kues, Kant und Fichte. In zwei systematischen Teilen wird dann zunächst eine eigenständige Prinzipienlehre unter Betonung der Dialektik von Einheit und Andersheit entwickelt (Universelle Systematik) und schließlich in einer Individuellen Systematik das Verhältnis von Gott, Welt und Mensch anhand der biblischen Offenbarung untersucht.
Danach widmete sich Wyller in zahlreichen Veröffentlichungen der Geschichte der Henologie und des Platonismus in der Antike und im Mittelalter. Literaturwissenschaftlich hat er sich außerdem intensiv mit Goethe und Ibsen beschäftigt, aber auch mit den norwegischen Lyrikern Henrik Wergeland und Olaf Bull. Wyller hat mehrere Dialoge Platons ins Norwegische übersetzt und in seiner Muttersprache zahlreiche philosophisch-theologische Essays verfasst sowie Werke editiert, die insgesamt eine zwanzigbändige henologische Schriftenreihe bilden. 1995 wurde er emeritiert.

## Ehrungen und Mitgliedschaften
- Gründungsmitglied und erster Vorsitzender der skandinavischen Platongesellschaft in Kopenhagen
- Mitglied der Norwegischen Akademie der Wissenschaften
- Internationales Mitglied der Königlich Dänischen Akademie der Wissenschaften
- Kommandeur des griechischen Phönix-Ordens
- Ritter 1. Klasse des norwegischen Sankt-Olav-Ordens 2000

## Veröffentlichungen
- Platons Parmenides in seinem Zusammenhang mit Symposion und Politeia: Interpretationen zur Platonischen Henologie. Aschehoug, Oslo 1960; Neudruck Königshausen und Neumann, Würzburg 2006
- Der späte Platon: Tübinger Vorlesungen 1965. Meiner, Hamburg 1970
- Henologie. In: Joachim Ritter u. a. (Hrsg.): Historisches Wörterbuch der Philosophie. Band 3, Schwabe, Basel 1974, Sp. 1059 f.
- Henologische Perspektiven I: Platon - Johannes - Cusanus. Rodopi, Amsterdam 1995
- Henologische Perspektiven II: Symposium zu Ehren Egil A. Wyllers, hrsg. von Tore Frost. Rodopi, Amsterdam 1997
- Plato/Platonismus. I: Plato. II. Platonismus. In: Theologische Realenzyklopädie, Bd. 26, de Gruyter, Berlin 1996, S. 677–702
- Einheit und Andersheit: eine historische und systematische Studie zur Henologie. Königshausen und Neumann, Würzburg 2003
- Gestern und morgen - heute: henologische Essays zur europäischen Geistesgeschichte. Königshausen und Neumann, Würzburg 2005
- Platonismus / Henologie in der Antike und im Mittelalter. Doppelsprachiges Textbuch I - II. Königshausen & Neumann, Würzburg 2014
  - Bd. 1: Die Antike und das lateinische Mittelalter, ISBN 978-3-8260-5163-0
  - Bd. 2: Die griechisch-byzantinische Tradition vor spätantikem Hintergrund, ISBN 978-3-8260-5164-7